# Carmen (film fra 1913)
 For alternative betydninger, se Carmen. (Se også artikler, som begynder med Carmen)
Carmen er en amerikansk stumfilm fra 1913 af Stanner E. V. Taylor.

## Medvirkende
- Marion Leonard – Carmen
- Francis McDonald – Don José